# Анісе Андріанантенайна
Анісе Андріанантенайна (малаг. Anicet Andrianantenaina; нар. 13 березня 1990, Антананаріву) — мадагаскарський футболіст, нападник болгарського клубу «Берое» та національної збірної Мадагаскару. Відомий за виступами, зокрема, за клуби ЦСКА (Софія), «Чорноморець» (Бургас) та «Лудогорець», у складі якого став семиразовим чемпіоном Болгарії. 

## Ігрова кар'єра
Народився 13 березня 1990 року в місті Антананаріву. Вихованець юнацьких команд футбольних клубів «Ажесая» (Антананаріву) та «Осер».
У дорослому футболі дебютував 2009 року виступами за другу команду клубу «Осер», в якій провів два сезони, взявши участь у 42 матчах чемпіонату.
У 2011 році перейшов до болгарського клубу «Чорноморець» (Бургас), де грав протягом сезону 2011—2012 років.
Своєю грою за останню команду привернув увагу представників тренерського штабу клубу ЦСКА (Софія), до складу якого приєднався 2012 року. Відіграв за армійців з Софії наступний сезон своєї ігрової кар'єри. Більшість часу, проведеного у складі софійського ЦСКА, був основним гравцем атакувальної ланки команди.
Протягом 2013—2014 років захищав кольори команди клубу «Ботев» (Пловдив). У складі клубу став фіналістом Кубка Болгарії сезону 2013—2014 років.
До складу клубу «Лудогорець» приєднався 2014 року. У складі команди з міста Разграда мадагаскарський футболіст грав до 2021 року, став у її складі семиразовим чемпіоном Болгарії, та зіграв у її складі 150 матчів у національному чемпіонаті, в яких відзначився 11 забитими м'ячами.
У 2021 році Анісе перейшов до складу єгипетського клубу «Ф'ючер». Після року виступів у Єгипті мадагаскарський футболіст повернувся до Болгарії, де став гравцем клубу «Берое».

## Виступи за збірну
Анісе Андріанантенайна уперше викликався до національної збірної 2007 року. За 8 років, у 2015 році вдруге отримав виклик до головної команди своєї країни, та дебютував у її складі в матчі проти збірної Анголи 6 серпня у відбірковому турнірі до Кубку африканських націй 2017 року. Перший свій м'яч за збірну нападник забив 13 жовтня 2015 року в матчі відбіркового турніру до чемпіонату світу 2018 року проти збірної Центральноафриканської Республіки з футболу. У 2019 році у складі збірної брав участь у фінальному турнірі Кубка африканських націй. Загалом у складі збірної зіграв 18 матчів, у яких відзначився 3 забитими м'ячами.

## Досягнення
- Чемпіон Болгарії (7):

«Лудогорець»: 2014-15, 2015-16, 2016-17, 2017-18, 2018-19, 2019-20, 2020–21
- Володар Суперкубка Болгарії (4):

«Лудогорець»: 2014, 2018, 2019, 2021